# 東広島市立郷田小学校
東広島市立郷田小学校（ひがしひろしましりつ ごうたしょうがっこう）は、広島県東広島市西条町郷曽にある市立小学校。

## 概要
東広島市の南西部にある。校区を流れる清流の小田山川では、夏にホタルが飛び交う。
地域より金管楽器・打楽器が寄贈され，毎年，第６学年児童全員が「金管バンド」に取り組み，地域行事や学習発表会で演奏している。
校歌の他，「地域の美しい里山の風景」「行事」「語り継がれる歴史」「地域の人々の温かさ」「大人になってもふるさと郷田が心のふるさとであってほしい」という願いを込められてつくられた「ふるさとをむねに」というオリジナル曲があり，歌い継がれている。

## 沿革
- 1873年 - 郷曽地区に維新館、田口地区に伝習所をそれぞれ創設。その後、改称を繰り返す。
- 1906年 - 2尋常小学校を合併し、郷曽尋常高等小学校とする。
- 1947年 - 郷田村立郷田小学校と改称。
- 1955年 - 郷田村が西条町と合併し、西条町立郷田小学校と改称。
- 1974年 - 町合併・市制施行により東広島市立郷田小学校と改称。
- 1980年 - 西側校舎を新築。
- 1984年 - 東側校舎を新築。
- 1988年 - 体育館を新築。
- 2001年 - 新プール完成。オリジナル曲「ふるさとをむねに」が完成。

## 学校行事
- 4月 - 入学式、遠足
- 5月 - 修学旅行（6年）、運動会
- 8月 - 平和学習
- 9月 - 野外活動（5年）
- 11月 - 学習発表会
- 12月 - マラソン大会、金管バンド引き継ぎ式
- 3月 - 卒業式

## 通学区域
- 東広島市
  - 鏡山一丁目の一部、鏡山二丁目の一部、鏡山三丁目の14番から16番まで及び18番から28番
  - 西条町下見の一部
  - 西条町田口の一部
  - 西条町郷曽

## 進学先中学校
- 東広島市立向陽中学校

## 周辺
- 中の峠隧道